# Éxitos en vivo (álbum de A.B. Quintanilla)
Éxitos En Vivo es un álbum en vivo de A.B. Quintanilla y Los Kumbia All Starz y el segundo álbum en vivo de A.B. Quintanilla. Fue lanzado el 20 de junio de 2014 por Q-Productions. Contiene canciones de Kumbia Kings y Kumbia All Starz, las dos bandas creadas por A.B. Quintanilla.

## Lista de canciones
| N.º | Título                   | Escritor(es)                                                             | Duración |  |
| 1.  | «Mami»                   | A.B. Quintanilla III, Luigi Giraldo, Eliseo Diosdado, Ricardo Ruiz Pérez | 4:34     |  |
| 2.  | «Hipnótika»              | A.B. Quintanilla III, Luigi Giraldo, Marciano Cantero, Julio Ramos       | 4:00     |  |
| 3.  | «Azúcar»                 | A.B. Quintanilla III, Luigi Giraldo, Edward Palmieri                     | 5:33     |  |
| 4.  | «Insomnio»               | A.B. Quintanilla III, Luigi Giraldo, Chris Pérez                         | 3:38     |  |
| 5.  | «Boom Boom»              | A.B. Quintanilla III, Cruz Martínez, Luigi Giraldo                       | 4:32     |  |
| 6.  | «Invisible»              | A.B. Quintanilla III, Luigi Giraldo, Luis Enrique                        | 4:43     |  |
| 7.  | «Si Una Vez»             | A.B. Quintanilla III, Pete Astudillo                                     | 5:30     |  |
| 8.  | «Parece Que Va a Llover» | Antonio Matas                                                            | 3:12     |  |
| 9.  | «No Tengo Dinero»        | Juan Gabriel                                                             | 6:15     |  |
| 10. | «Fuiste Mala»            | A.B. Quintanilla III, Cruz Martínez, Ricky Vela                          | 7:29     |  |
| 11. | «I'll Be There»          | Berry Gordy, Bob West, Willie Hutch, Hal Davis                           | 4:07     |  |

## Personal
Kumbia All Starz
- A.B. Quintanilla III – guitarra bajo, productor
- J.R. Gómez – voz
- Ramón Vargas – voz
- Nick Banda – teclados
- Chris Domínguez – teclados, fotografía, diseño gráfico, animación
- Saúl Cisneros, Jr. – batería
- Lisenne "Liz" Juárez – congas
- Eloy Vásquez – güira

Otros
- Abraham Quintanilla, Jr. – productor
- Suzette Quintanilla – fotografía
- Ricky Vela – edición de vídeo
- Brian "Red" Moore – grabadora, mezclador